# Chobari
Chobari fou un petit estat tributari protegit del nord de Kathiawar, a l'agència de Kathiawar, presidència de Bombai. Els formaven tres pobles amb dos tributaris separats.
El tribut era de 15 lliures al govern britànic i de 4 al nawab de Junagarh.